# Culex renatoi
Culex renatoi är en tvåvingeart som beskrevs av Lane och Ramalho 1960. Culex renatoi ingår i släktet Culex och familjen stickmyggor. Inga underarter finns listade i Catalogue of Life.